# Lavínia
Lavínia este un oraș în São Paulo (SP), Brazilia.